# Hawaii Toast
|  | For alternative betydninger af ordet Hawaii, se Hawaii (flertydig). |
Hawaii Toast en åben sandwich bestående af et stykke toast pålagt en skive skinke, et stykke ananas, en skive ost og et cocktailkirsebær. Retten blev populær i Vesttyskland i 1950'erne pga. tv-kokken Clemens Wilmenrod.